# 정승조 (군인)
정승조(鄭承兆, 1953년 5월 23일 ~ )는 대한민국의 제37대 합동참모의장을 역임한 군인이었다. 육군 제1야전군사령관, 한미연합군 부사령관, 합참의장 등 대장 보직을 세 차례 역임하였다.

## 학력
- 1966년 정읍영원국민학교 졸업
- 1969년 부안백산중학교 졸업
- 1972년 백산고등학교 졸업
- 1976년 육군사관학교 제32기 졸업
- 1985년 육군보병학교 졸업
- 1988년 국방대학교 졸업

## 진급
- 1976년 육군 소위 임관
- 2001년 육군 준장[1]
- 2004년 육군 소장
- 2007년 육군 중장
- 2009년 육군 대장

## 경력
- 1997년 ~ 1999년 육군 1사단 11연대장 (육군 대령)
- 2000년 ~ 2001년 합동참모본부 합동작전과장
- 2001년 ~ 2002년 육군 특수전사령부 3공수여단장 (육군 준장)
- 2002년 ~ 2003년 한미연합사령부 기획참모부 차장
- 2003년 ~ 2004년 육군 3야전군사령부 작전처장
- 2004년 ~ 2005년 육군 1사단장 (육군 소장)
- 2005년 ~ 2006년 이라크 평화재건사단 제2대 사단장
- 2006년 ~ 2007년 합동참모본부 민심부장
- 2007년 ~ 2008년 국방부 정책기획관
- 2008년 ~ 2009년 육군 2군단장 (육군 중장)
- 2009년 ~ 2009년 육군사관학교장
- 2009년 ~ 2010년 육군 제1야전군사령관 (육군 대장)
- 2010년 ~ 2011년 한미연합사령부 부사령관
- 2011년 ~ 2013년 합동참모의장 겸 통합방위본부장
- 2014년 ~  현재.        전략국제문제연구소 고위정책연구원
- 육군사관학교 석좌교수
- 2017년 1월 ~ 2023년 5월 재단법인 한미동맹재단 회장
- 한국국가전략연구원 자문위원
- 아산정책연구원 이사회 이사
- 2023년 5월 ~ 재단법인 한미동맹재단 명예회장
- 2023년 9월 ~ 민주평화통일자문회의 직능운영위원
- 대한민국 예비역 장성모임 성우회 부회장

## 가족
친형 정동조 예비역 해군준장은 해군대학 총장을 역임하였다.